# Tyngdlyftning vid olympiska sommarspelen 1964

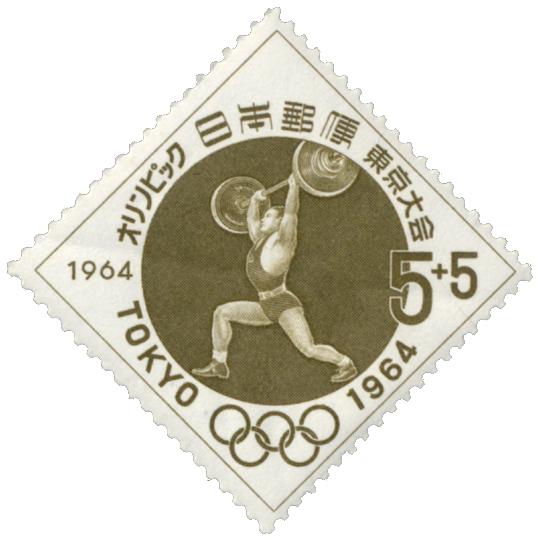

De olympiska tävlingarna i tyngdlyftning 1964 avgjordes mellan den 11 och 18 oktober i Tokyo. 149 deltagare från 42 länder tävlade i sju grenar.

## Medaljörer
| Gren                | Guld                              | Silver                          | Brons                   |
| 56 kg Detaljer...   | Aleksej Vakhonin Sovjetunionen    | Imre Földi Ungern               | Shiro Ichinoseki Japan  |
| 60 kg Detaljer...   | Yoshinobu Miyake Japan            | Isaac Berger USA                | Mieczysław Nowak Polen  |
| 67,5 kg Detaljer... | Waldemar Baszanowski Polen        | Vladimir Kaplunov Sovjetunionen | Marian Zieliński Polen  |
| 75 kg Detaljer...   | Hans Zdražila Tjeckoslovakien     | Viktor Kurentsov Sovjetunionen  | Masashi Ohuchi Japan    |
| 82,5 kg Detaljer... | Rudolf Pljukfelder Sovjetunionen  | Géza Tóth Ungern                | Győző Veres Ungern      |
| 90 kg Detaljer...   | Vladimir Golovanov Sovjetunionen  | Louis Martin Storbritannien     | Ireneusz Paliński Polen |
| +90 kg Detaljer...  | Leonid Zjabotinskij Sovjetunionen | Jurij Vlasov Sovjetunionen      | Norbert Schemansky USA  |

## Medaljtabell
| Pl.    | Nation          | Guld | Silver | Brons | Totalt |
| ------ | --------------- | ---- | ------ | ----- | ------ |
| 1      | Sovjetunionen   | 4    | 3      | 0     | 7      |
| 2      | Polen           | 1    | 0      | 3     | 4      |
| 3      | Japan           | 1    | 0      | 2     | 3      |
| 4      | Tjeckoslovakien | 1    | 0      | 0     | 1      |
| 5      | Ungern          | 0    | 2      | 1     | 3      |
| 6      | USA             | 0    | 1      | 1     | 2      |
| 7      | Storbritannien  | 0    | 1      | 0     | 0      |
| Totalt | Totalt          | 7    | 7      | 7     | 21     |